# Wilhelm Riemann

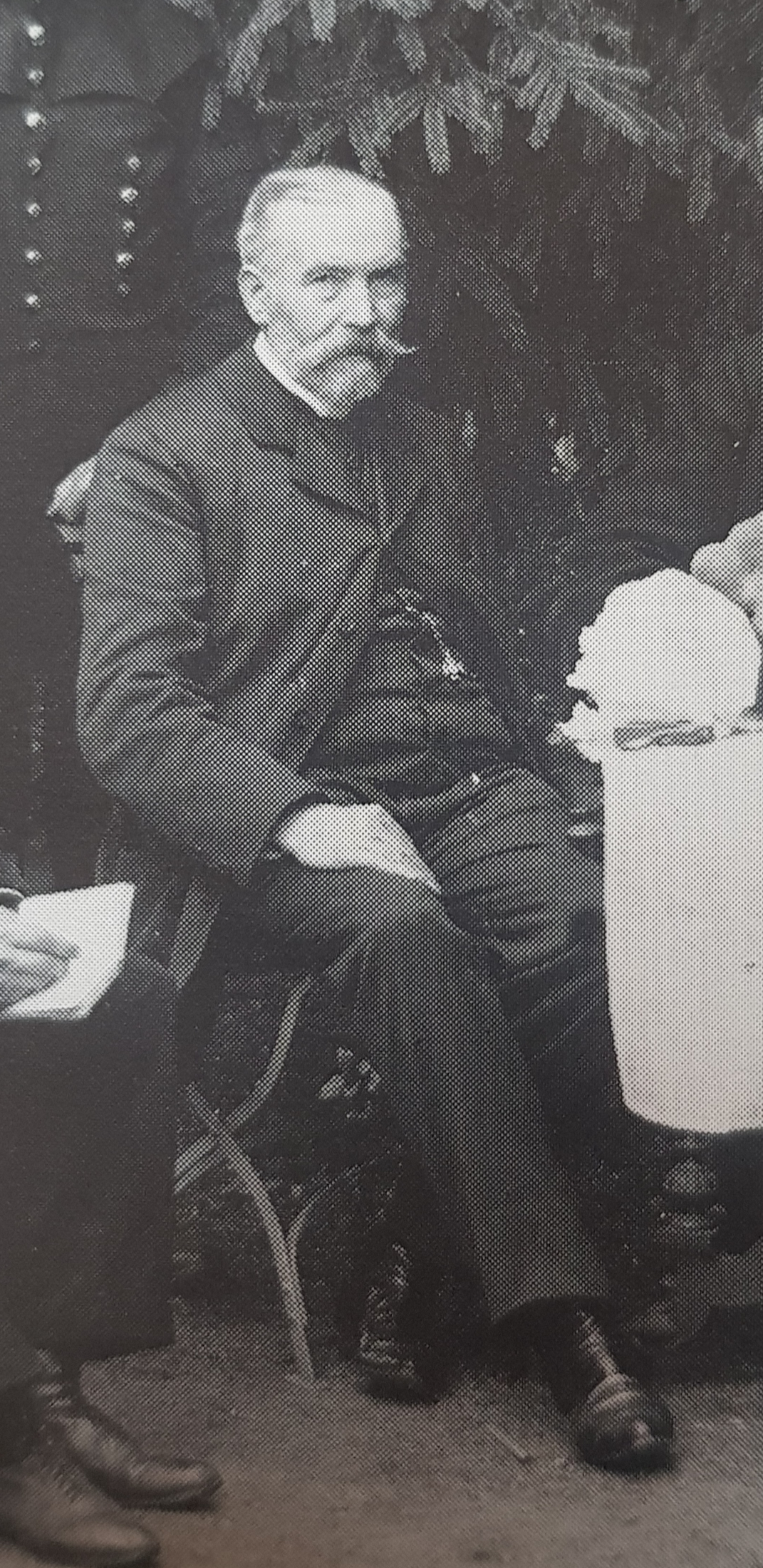
Wilhelm Riemann, 1898 in Wetzlar

Wilhelm Riemann (* 13. Dezember 1827 in Mühlhausen in Thüringen; † 21. Februar 1904 in Wetzlar) war ein deutscher Bergmann und Geheimer Bergrat in Wetzlar.

## Leben und Wirken
Wilhelm Riemann war Sohn des Bürgers und Tischlers Johan Friedrich Riemann und seiner Ehefrau Maria Dorothea Riemann, geborene Blau.
Er besuchte das Gymnasium und entschied sich für den Bergmannsberuf. Seine erste Bergmannsschicht verfuhr er am 21. Oktober 1847 auf einer Grube bei Großkamsdorf.
Nach Studien in Halle und Berlin wurde er Hilfsarbeiter auf dem Eisenhammer zu Kutzdorf in der Neumark.
Als Berggeschworener des Reviers Freusburg bei Kirchen/Sieg heiratete er 1857 Louise Krause. Aus der Ehe gingen drei Söhne sowie eine Tochter hervor.
Wilhelm Riemann übernahm am 9. Februar 1858 das Amt des Berggeschworenen im Revier Wetzlar und gründete 1861 zusammen mit dem Wetzlarer Knappschaftsdirektor Roeder den Verein für Bergbaulichen Interessen im Revier Wetzlar.
1872 gründete er die Wetzlarer Bergvor- und Steigerschule.
Nach 54 Jahren trat Riemann, dem schon am 17. Juni 1892 der Titel des Geheimen Bergrates verliehen worden war, am 1. April 1901 in den Ruhestand.
Er starb am 21. Februar 1904 in Wetzlar, wo er auch beerdigt wurde.

## Werke (Auswahl)
- Beschreibung des Bergreviers Wetzlar, 1878 (Digitalisat).
- Der Bergbau u. Hüttenbetrieb der Lahn-, Dill- und benachbarten Reviere (Nassau), 1893 (Digitalisat).